# Ricardo Sérgio Rocha Azevedo
Ricardo Sérgio Rocha Azevedo (Santo Tirso, 3 oktober 1978) is een Portugses voormalig voetballer die voornamelijk als centrale verdediger speelde.

## Carrière

### Clubs
Rocha's carrière begon in 2000 bij Sporting Braga. Voordien speelde hij voor Famalicão FC. Hij werd titularis binnen het elftal en verhuisde in december 2001 samen met z'n ploegmaat Tiago naar SL Benfica. Ook daar werd de Portugees een sterkhouder. In 2004 won hij de Taça de Portugal en een jaar later het kampioenschap. Hij speelde bijna elke wedstrijd mee. Zo speelde hij in 2006 tegen FC Barcelona in de kwartfinale van de UEFA Champions League.
In 2007 liet hij de SuperLiga achter zich en trok naar Tottenham Hotspur, waar hij een ploegmaat werd van onder anderen Dimitar Berbatov, Robbie Keane, Jonathan Woodgate en Didier Zokora. Tottenham betaalde zo'n £3,3 miljoen voor Rocha's transfer.
In augustus 2009 verliet hij Tottenham en tekende hij een contract bij Standard Luik, waar ook landgenoten als Sergio Conceiçao en Jorge Costa eerder speelden. Rocha stapte transfervrij over. Na enkele maanden keerde hij terug naar Engeland, waar hij een contract tekende bij Portsmouth. In juli 2012 ging hij transfervrij de deur uit. Op 6 oktober 2012 testte hij bij Leeds United. Op 19 november 2012 tekende hij weer bij Portsmouth.

### Nationale ploeg
In 2002 werd Rocha voor het eerst opgeroepen voor de nationale ploeg van Portugal. Hij maakte zijn debuut in een wedstrijd tegen Schotland.

## Clubstatistieken
| seizoen   | club                    | land              | competitie         | wed. | goals |
| --------- | ----------------------- | ----------------- | ------------------ | ---- | ----- |
| 2000/2001 | Sporting Clube de Braga | Vlag van Portugal | SuperLiga          | 19   | 0     |
| 2001/2002 | Sporting Clube de Braga | Vlag van Portugal | SuperLiga          | 25   | 2     |
| 2002/2003 | SL Benfica              | Vlag van Portugal | SuperLiga          | 27   | 0     |
| 2003/2004 | SL Benfica              | Vlag van Portugal | SuperLiga          | 25   | 0     |
| 2004/2005 | SL Benfica              | Vlag van Portugal | SuperLiga          | 25   | 0     |
| 2005/2006 | SL Benfica              | Vlag van Portugal | SuperLiga          | 26   | 0     |
| 2006/2007 | SL Benfica              | Vlag van Portugal | SuperLiga          | 12   | 3     |
| 2006/2007 | Tottenham Hotspur FC    | Vlag van Engeland | Premier League     | 9    | 0     |
| 2007/2008 | Tottenham Hotspur FC    | Vlag van Engeland | Premier League     | 5    | 0     |
| 2008/2009 | Tottenham Hotspur FC    | Vlag van Engeland | Premier League     | 0    | 0     |
| 2009/2010 | Standard Luik           | Vlag van België   | Jupiler Pro League | 7    | 0     |
| 2009/2010 | Portsmouth FC           | Vlag van Engeland | Premier League     | 10   | 0     |
| 2010/2011 | Portsmouth FC           | Vlag van Engeland | Championship       | 29   | 0     |
| 2011/2012 | Portsmouth FC           | Vlag van Engeland | Championship       | 33   | 0     |
| 2012/2013 | Portsmouth FC           | Vlag van Engeland | League One         | 21   | 0     |
| Totaal    | Totaal                  | Totaal            | Totaal             | 273  | 5     |